# Wisła
Wisła (phiên âm tiếng Việt từ tiếng Ba Lan: "Vi-xoa") là một trong những con sông dài và quan trọng nhất ở Ba Lan với chiều dài 1.047 km (651 dặm). Diện tích lưu vực là 194.424 km² (75.067 dặm vuông), trong đó 168.699 km² (65.135 dặm vuông) nằm trong lãnh thổ Ba Lan (bao phủ trên một nửa diện tích quốc gia).
Sông Wisła bắt nguồn từ Barania Góra miền nam Ba Lan, con sông có độ cao 1220 mét trên mực nước biển ở vùng Beskid Silesia (phần bắc của dãy núi Carpath), nó tiếp tục đổ qua các khu vực đồng bằng rộng lớn của Ba Lan, chảy qua các thành phố lớn của Ba Lan bao gồm Kraków, Sandomierz, Warszawa, Płock, Włocławek, Toruń, Bydgoszcz, Świecie, Grudziądz, Tczew và Gdańsk. Con sông đổ vào phá Wisła và đổ trực tiếp ra vịnh Gdańsk thuộc biển Baltic qua một đồng bằng với một vài nhánh sông.

## Liên kết
- Vistula tại GEOnet Names Server